# Tour de San Biagio
La tour de San Biagio (en italien : Torre di San Biagio) est une tour côtière située dans la commune d'Orbetello, sur le promontoire d'Ansedonia.

## Histoire
La tour a été construite au Moyen Âge comme tour de guet le long de la côte au sud du promontoire d'Ansedonia. Dans la seconde moitié du XVIe siècle, la structure passa aux Espagnols qui l'intégrèrent au système de défense côtière de l'État des Présides ; dans la même période, des travaux ont été réalisés pour agrandir et fortifier davantage le complexe afin de le rendre plus fonctionnel.
Cependant, au cours des siècles suivants, il y eut un abandon progressif de la tour, considérée comme moins stratégique que ses voisines ; ce fut le début du lent et inexorable déclin de la fortification côtière. Au siècle dernier, son incorporation dans un ensemble privé a permis de sauver et de préserver l'imposante ruine restée debout.

## Description
La tour de San Biagio se présente sous la forme d'une ruine bien conservée, adossée à un bâtiment plus récent du côté mer. La fortification conserve très bien la base escarpée très haute et imposante, cordonnée au sommet, qui a la forme d'une pyramide tronquée à section quadrangulaire.
Les murs extérieurs, recouverts de pierre, présentent des fenêtres à arc surbaissé qui s'ouvrent par paires, s'organisant sur trois niveaux distincts ; elles sont le résultat d'interventions d'une période postérieure à celle de la construction première.
Au-dessus de la grande base escarpée, les structures de maçonnerie qui constituaient les murs extérieurs de la tour sont à peine esquissées, avec les signes évidents de la longue période de détérioration des siècles passés. Tout cela suggère que la tour était, dans le passé, l'une des plus hautes et des plus impressionnantes de toute la côte de la Maremme.